# Gérard Mussies
Gérard Mussies (L'Aia, 1934) è professore emerito del Nuovo Testamento presso la Facoltà di Teologia dell'Università di Utrecht, Paesi Bassi. Insegnò greco biblico e studiò il background greco-romano del Nuovo Testamento..

## Opere
- G. Mussies, The Morphology of Koine Greek As Used in the Apocalypse of St. John: A Study in Bilingualism, Novum Testamentum/Supplements, vol. 27, Brill, 1971,  Leiden, DOI:10.1163/9789004266049, ISBN 978-90-04-26604-9, OCLC 258344.
- Gerard Mussies, Dio Chrysostom and the New Testament: Collected Parallels, Studia ad corpus Hellenisticum Novi Testamenti, vol. 2, BRILL, 1972, ISBN 978-90-04-03405-1, OCLC 624426.
- Louise Dabène, Gerard Mussies, John Lyons e European Science Foundation (Strasbourg), Status of migrants' mother tongues = Le statut des langues d'origine des migrants: contributions to the fourth ESF workshop held in Granada on 23-25 November 1981, vol. 4, European Science Foundation, cop., 1983,  Strasbourg, ISBN 978-2-903148-34-8, OCLC 781589034.
- A F J Klijn e Gerard Mussies, Der lateinische Text der Apokalypse des Esra. Texte und Untersuchungen zur Geschichte der altchristlichen Literatur, vol. 131, Akademie-Verlag, 1983,  Berlin, OCLC 907590373.
- Pieter Willem van der Horst e Gerard Mussies, Studies on the Hellenistic background of the New Testament. Utrechtse theologische reeks, vol. 10, Faculteit der Godgeleerdheid van de Rijksuniversiteit, 1990,  Utrecht, OCLC 22950588.
- Gerard Mussies, De autobiografie van de joodse historicus Flavius Josephus. Na de schriften, vol. 8, Kok, cop., 1991,  Kampen, ISBN 978-90-242-6531-2, OCLC 65636810.
- Abraham, ben David ha-Levi e Gerard Mussies, De joodse kroniek van Abraham ibn-Daud: een historisch werk uit de Middeleeuwen. Joodse bronnen, vol. 3, Ten Have, cop., 2001,  Baarn, ISBN 978-90-259-5221-1, OCLC 67303986.